# Ugly law
De ugly laws ("lelijkheidswetten") waren grotendeels gemeentelijke verordeningen in de Verenigde Staten die het verschijnen in het openbaar verboodt van mensen die, in de woorden van een van deze wetten (Chicago City Code 1881), "ziek, gehandicapt, verminkt of op enigerlei wijze misvormd zijn, zodat zij een onooglijk of walgelijk object zijn",. Hoewel de term "lelijkheidswetten" pas in 1975 werd bedacht (Burgdorf en Burgdorf 1975), is het de gangbare benaming geworden voor dergelijke wetten, die zich richtten op de arme, dakloze, zwervende en zichtbare gehandicapte bevolkingsgroepen. Tussen de Amerikaanse Burgeroorlog (1867) en de Eerste Wereldoorlog (1918) werden deze wetten aangenomen en gehandhaafd, en ze hebben tot op de dag van vandaag invloed op het leven van mensen met een handicap.

## Geschiedenis
De eerste van deze wetten werd op 9 juli 1867 geïntroduceerd door de stad San Francisco: "Order No. 783. To Prohibit Street Begging, and to Restrain Certain Persons from Appearing in Streets and Public Places". Deze verordening verbood zowel straatbedelarij als het verschijnen in het openbaar van "bepaalde personen". De formulering in de Chicago City Code van 1881 vindt zijn oorsprong in deze wet uit San Francisco; vergelijkbare verordeningen werden aangenomen in New Orleans (1879), Portland, Oregon (1881), Denver (1886), Lincoln (1889), Columbus (1894), Omaha (1890), New York (1895, niet aangenomen), Manilla (1902, onder Amerikaanse jurisdictie) en Reno (1905). De staat Pennsylvania was de enige niet-gemeentelijke jurisdictie die een vergelijkbare wet aannam in 1891.

## Functie en mechanisme
Het voornaamste doel van deze wetten was om mensen met zichtbare handicaps te ontmoedigen om in openbare stedelijke ruimtes te bedelen en om een juridische basis te bieden voor hun verwijdering uit deze ruimtes. Net als bij eugenetische wetten, zoals sterilisatiewetten, onthullen de formulering en handhaving van deze wetten echter veel meer over de onderliggende opvattingen en interventies in het leven van de getroffen personen.

## Invloed op wetgeving en beleid
Er was een verband tussen lelijke wetten en "openbare hygiënebeheerregelingen" zoals segregatie, eugenetica, institutionalisering.
De lelijke wetten hadden invloed op wat de samenleving als revalidatie beschouwt. "In het revalidatieprogramma is het doel in zekere zin om handicap te laten verdwijnen," ... om "de gehandicapten te laten verdwijnen en met hen alles wat ontbreekt, om hen te assimileren, te verdrinken, te oplossen in het grotere en enkele sociale geheel." Mensen met een handicap mochten niet publiekelijk om voedsel of geld bedelen om in hun behoeften te voorzien als persoon, maar het was acceptabel om zichzelf commercieel tentoon te stellen om te bedelen voor een genezing of verlossing van hun handicap.
Relaties, reproductieve rechten en individueel recht op leven werden ook beïnvloed door de lelijke wetten en de liefdadigheidsfilosofie in deze periode. Beleidsmakers bespraken het voorkomen dat mensen met een handicap zouden trouwen en kinderen krijgen. De beleidsmakers suggereerden dat dit was om te voorkomen dat de kinderen die hun verbintenis zou voortbrengen, het erfelijkheidsbestand van de samenleving zouden besmetten. Liefdadigheid moet "doen wat het kan om de verspreiding van de vloek van rasdegeneratie tegen te gaan". Mensen die betrokken waren bij liefdadigheidsbeleid suggereerden dat hoewel euthanasie een bevrijding zou zijn voor de persoon die worstelt met zijn of haar handicap, het ook tegen de morele principes inging die door religie werden onderwezen.
De intrekkingen van lelijke wetten volgden kort na de goedkeuring van de Rehabilitation Act van 1973 en de Sectie 504 daarvan, en de goedkeuring van de Americans with Disabilities Act in 1990 stopte verdere mogelijkheden voor een hercreatie van lelijke wetten.
Fredman (2011) merkt op: "Individuen met een handicap zijn een discrete en geïsoleerde minderheid die geconfronteerd zijn met beperkingen en beperkingen, onderworpen aan een geschiedenis van doelbewuste ongelijke behandeling, en teruggebracht tot een positie van politieke machteloosheid in onze samenleving, gebaseerd op kenmerken die buiten de controle van dergelijke individuen liggen en voortvloeien uit stereotiepe aannames die niet echt indicatief zijn voor het individuele vermogen van dergelijke individuen om deel te nemen aan, en bij te dragen aan, de samenleving."